# Gedung
Gedung is een bestuurslaag in het regentschap Tanggamus van de provincie Lampung, Indonesië. Gedung telt 628 inwoners (volkstelling 2010).